# Chen Jiongming
Chen Jiongming (陳炯明, 13 janvier 1878 - 22 septembre 1933) est un avocat chinois, figure de la révolution chinoise.
Ayant suivi des études d'avocat, Chen devient législateur des Qing, révolutionnaire républicain, chef militaire, administrateur civil et fédéraliste et désirait construire une république démocratique en Chine. Il rejoignit l'alliance révolutionnaire chinoise en 1909 et obtint le poste de commandant-en-chef de l'armée du Guangdong. Il fut gouverneur militaire du Guangdong trois fois (1911–12, 1913, 1920–23), gouverneur civil de 1920 à 1922, et gouverneur militaire du Guangxi de 1921 à 1922. 
Chen participe au mouvement de protection de la constitution de Sun Yat-sen, qu'il restaura au pouvoir après les guerres Guangdong-Guangxi. Chen est cependant en désaccord avec lui au sujet de la direction que la réforme doit prendre. Sun veut unir le pays par la force et instituer le changement par le biais d'un gouvernement central basé sur un système à parti unique. Chen veut quant à lui un fédéralisme multipartisme avec le Guangdong comme province modèle et une unification pacifiste de la Chine. Sun commence à soupçonner le mouvement fédéraliste d'être exploité par les seigneurs de la guerre chinois pour légitimer leurs territoires personnels.
Les relations se détériorent encore plus lorsque Sun devient « président extraordinaire », en désaccord avec la Seconde Constitution provisoire de la république de Chine. Chen invite le Parti communiste chinois au Guangdong contre l'avis de Sun qui considère que les communistes pourraient détourner le mouvement. Après la première guerre Zhili-Fengtian de 1922, il y eut un fort mouvement pour réunifier les gouvernements du Nord et du Sud après la démission nécessaire de Sun et de Xu Shichang de leur présidence respective en faveur de Li Yuanhong comme président d'une république unie. Chen en est enthousiaste mais Sun estime que le nouveau gouvernement n'est qu'une marionnette de la clique du Zhili.
Sun Yat-sen et Chen Jiongming se divisent totalement sur la poursuite de l'expédition du Nord. Sun considère qu'elle a commencé avec l'occupation du Guangxi, d'où il souhaite chasser Chen vers le Hunan. Après que Wu Peifu de la clique du Zhili a reconnu son pouvoir au Sud, Chen abandonne Sun. Se révoltant de manière inattendue contre l'armée du Guomindang en 1922, Chen mène ses forces dans l'attaque de la résidence de Sun ainsi que de son bureau. Il force Sun à fuir sur un navire et à retarder son expédition du Nord. 
Avec l'aide de Tang Jiyao, le Guomindang reprend Guangzhou en 1923. Chen fuit à Huizhou dans l'est du Guangdong après sa défaite face à l'armée de Sun. En 1924, il se révolte à nouveau, profitant que Sun Yat-sen était parti soutenir la guerre Jiangsu-Zhegian et la seconde guerre Zhili-Fengtian. Mais Sun Yat-sen rebroussa chemin et l'écrasa. Enfin, en 1925, durant la guerre Yunnan-Guangxi, il se rebella contre Tchang Kaï-shek qu'il refusait de reconnaître comme légitime successeur de Sun Yat-sen.
Définitivement vaincu en octobre 1925, il se réfugie à Hong Kong tandis que ses forces restantes sont totalement anéanties en 1925. Il s'allie avec Tang Jiyao, après avoir été exclu du Guomindang après la guerre Yunnan-Guangxi, il est élu premier ministre du parti Zhi Gong (en) avec Tang pour adjoint. À partir de Hong Kong, il critique le système à parti unique des nationalistes et continue à appeler au fédéralisme multipartisme. Après l'invasion japonaise de la Mandchourie, il s'oppose au régime de Tchang Kaï-chek qui refuse d'affronter le Japon et organise le boycott des produits japonais. Il meurt du typhus le 22 septembre 1933.

## Postérité
Chen est considéré comme un traître et un seigneur de la guerre réactionnaire par le Guomindang et le Parti communiste chinois pour ses deux rébellions contre Sun Yat-sen en 1922 et 1924, et celle contre Tchang Kaï-shek en 1925. Le parti de Sun Yat-sen l'a rapidement discrédité. Les communistes, qui s'étaient alliés avec Sun et le considéraient toujours comme le héros fondateur de la révolution chinoise, ont continué de qualifier Chen de contre-révolutionnaire. 
Son parti défendait que Chen était un vrai révolutionnaire et un démocrate en pointant les tragédies, la mauvaise gouvernance et la corruption d'une dictature centralisée à parti unique. Après que ce parti eut formé un front uni avec les communistes en 1947, le rôle de Chen est devenu presque inaperçu dans l'histoire officielle du parti. En dehors des membres de sa famille, son plus ardent défenseur reste Li Ao (en).